# Lukáš Hejda
Pour les articles homonymes, voir Hejda.
Lukáš Hejda, né le 9 mars 1990 à Bílovec en Tchécoslovaquie, est un footballeur international tchèque. Il évolue au poste de défenseur central au FC Viktoria Plzeň.

## Carrière
Lukáš Hejda honore sa première sélection le 3 juin 2014, lors d'un match amical contre l'Autriche.

## Statistiques
| Saison                | Club                  | Championnat           | Championnat | Championnat | Coupe(s) nationale(s) | Coupe(s) nationale(s) | Supercoupe | Supercoupe | Compétition(s) continentale(s) | Compétition(s) continentale(s) | Compétition(s) continentale(s) | Tchéquie | Tchéquie | Total | Total |
| Saison                | Club                  | Division              | M.          | B.          | M.                    | B.                    | M.         | B.         | Comp.                          | M.                             | B.                             | M.       | B.       | M.    | B.    |
| 2009-2010             | Sparta Prague         | Gambrinus Liga        | 4           | 0           | 0                     | 0                     | -          | -          | C1                             | 0                              | 0                              | -        | -        | 4     | 0     |
| 2010-2011             | Sparta Prague         | Gambrinus Liga        | 8           | 0           | 0                     | 0                     | 1          | 0          | C1+C3                          | 3+1                            | 0+0                            | -        | -        | 13    | 0     |
| Sous-total            | Sous-total            | Sous-total            | 12          | 0           | 0                     | 0                     | 1          | 0          | -                              | 4                              | 0                              | -        | -        | 17    | 0     |
| 2010-2011             | FK Jablonec (prêt)    | Gambrinus Liga        | 6           | 0           | 0                     | 0                     | -          | -          | -                              | -                              | -                              | -        | -        | 6     | 0     |
| 2011-2012             | FK Příbram (prêt)     | Gambrinus Liga        | 19          | 2           | 0                     | 0                     | -          | -          | -                              | -                              | -                              | -        | -        | 19    | 2     |
| Sous-total            | Sous-total            | Sous-total            | 25          | 2           | 0                     | 0                     | -          | -          | -                              | -                              | -                              | -        | -        | 25    | 2     |
| 2012-2013             | FC Viktoria Plzeň     | Gambrinus Liga        | 15          | 1           | 3                     | 0                     | -          | -          | C3                             | 4                              | 0                              | -        | -        | 22    | 1     |
| 2013-2014             | FC Viktoria Plzeň     | Gambrinus Liga        | 15          | 1           | 6                     | 0                     | 1          | 0          | C1+C3                          | 3+2                            | 0+0                            | 1        | 0        | 28    | 1     |
| 2014-2015             | FC Viktoria Plzeň     | Gambrinus Liga        | 13          | 2           | 3                     | 0                     | 1          | 0          | C3                             | 0                              | 0                              | -        | -        | 17    | 2     |
| 2015-2016             | FC Viktoria Plzeň     | Gambrinus Liga        | 18          | 0           | 5                     | 0                     | 0          | 0          | C1+C3                          | 0+4                            | 0+0                            | -        | -        | 27    | 0     |
| 2016-2017             | FC Viktoria Plzeň     | Gambrinus Liga        | 3           | 1           | -                     | -                     | -          | -          | C1                             | 4                              | 0                              | -        | -        | 7     | 1     |
| Sous-total            | Sous-total            | Sous-total            | 64          | 5           | 17                    | 0                     | 2          | 0          | -                              | 17                             | 0                              | 1        | 0        | 101   | 5     |
| Total sur la carrière | Total sur la carrière | Total sur la carrière | 101         | 7           | 17                    | 0                     | 3          | 0          | -                              | 21                             | 0                              | 1        | 0        | 143   | 7     |

## Palmarès
Il remporte le championnat de République tchèque en 2010 avec le Sparta Prague, puis en 2013, 2015 et 2016 avec le FC Viktoria Plzeň.
Il remporte également la Supercoupe de Tchéquie en 2010 avec le Sparta Prague, et atteint la finale de la Coupe de Tchéquie en 2014 avec le FC Viktoria Plzeň.